# Doktor Faustus
Doctor Fausto, Doktor Faustus, en alemán, es una novela del escritor alemán Thomas Mann; su redacción comenzó en 1943 y fue publicada en 1947 como Doktor Faustus. Das Leben des deutschen Tonsetzers Adrian Leverkühn, erzählt von einem Freunde ("Doctor Fausto. La vida del compositor alemán Adrian Leverkühn contada por un amigo").
La novela, escrita durante el exilio estadounidense de Mann recibió aportaciones de personalidades tan importantes como Ígor Stravinski, Arnold Schönberg y sobre todo Theodor W. Adorno, todos exiliados residentes en la ciudad de Los Ángeles, como Mann.

## Argumento
La obra relata la vida del ficticio Adrian Leverkühn, un prodigio en la música de principios del siglo XX, desde su infancia hasta su muerte. Intencionadamente hace coincidir su propia historia vital con la historia moral de Fausto, perteneciente a la mitología medieval alemana, quien se vendió a sí mismo al demonio Mefistófeles. Si la presencia del Demonio es real o no en la obra de Mann es algo que queda en el aire, pudiendo ser producto de la imaginación de Leverkühn, o no. En cualquier caso Leverkühn, inspirado por este demonio real o fantástico, desarrolla su arte hasta sus últimas consecuencias, culminando en su fatídica muerte determinada de antemano; así, paralelamente la sociedad alemana se encamina, con el nazismo, hacia su fatídico y catastrófico destino.

### Temas y referencias
La novela sigue a grandes rasgos las vidas del filósofo alemán Friedrich Nietzsche y del músico Hugo Wolf, y el pensamiento estético del compositor Arnold Schönberg, padre del dodecafonismo, de quien Leverkühn sería una especie de alter ego en lo artístico, que no en lo personal. La vida de Leverkühn coincide con la de Nietzsche en los orígenes de la personalidad intelectual de Leverkühn en su época de estudiante de Teología y sobre todo en el detalle básico del colapso mental provocado por la sífilis, casi al final de su vida, enfermedad que contrae Leverkühn por medio de la prostituta Esmeralda, única mujer con la que tendrá conocimiento carnal y que le convertirá durante sus últimos años en un ser desvalido y ausente al cuidado de su madre. Y coincide en lo artístico con la de Schönberg en la búsqueda de la verdad en el arte musical mediante la ordenación racional de la música en series basadas en las doce notas de la escala cromática. Esta "apropiación" de la técnica serial desarrollada por Schönberg supuso un motivo de enfado para el compositor austriaco, lo que hizo que Mann hiciese incluir en todas las ediciones de la novela una aclaración reconociendo que era de Schönberg la autoría de esa técnica compositiva.
La novela de Mann entrelaza armónicamente distintos elementos: el destino alemán, la venta del alma de Alemania al nazismo a cambio de un breve periodo de "gloria" —la hora de Alemania, que tras la de España, Francia e Inglaterra había llegado, dirá el narrador, Serenus Zeitblom— y el desastre al que conducirá ésta ideología al país, "la catastrófica regresión de un espíritu hiperdesarrollado a un arcaísmo primitivo", proceso simbolizado por la venta de Leverkühn de su alma al diablo a cambio de 24 años de genial creación musical y el drama en el que tal venta sumirá al protagonista, la filosofía de Nietzsche y el arte musical de vanguardia (Leverkühn), entre otros temas presentes en la novela, como la amistad y el amor desgraciado o la idea de Eterno Retorno de Nietzsche.
Desde el capítulo IV en adelante, la redacción de la novela recibe notables influencias del texto Filosofía de la Nueva Música y de El estilo de madurez en Beethoven, de Theodor W. Adorno, quien asesora a Mann y que incluso escribe pasajes enteros con descripciones musicales de las composiciones de Leverkühn y reflexiones estéticas sobre música, hasta completar el plan de la narración. Las referencias a la vida y el carácter huraño y solitario de Beethoven son también evidentes en el desapego afectivo general de Leverkühn, sólo superado por el amor hacia su sobrino Nepomuk, considerado por Leverkühn como su propio hijo, quien morirá trágicamente, como trágicamente murió, aunque en circunstancias diferentes, el sobrino de Beethoven, Karl, también querido por el compositor como a un hijo. La figura de Nepomuk y la manera de autodesignarse de éste, "Eco", están inspirados en el nieto de Mann, Frido, no así su muerte, por quien el escritor sentía verdadera devoción, así como por los ojos del niño, rasgo que también resaltará en dicho personaje.
En la edición de la correspondencia mantenida por Thomas Mann con Adorno entre 1943 y 1955 se hacen numerosas referencias a la arietta de la Sonata para piano n.º 32, Opus 111 de Beethoven, pues, de acuerdo con estos dos intelectuales, en dicha pieza podría situarse el inicio de la ruptura entre la música y la belleza (o, más bien, el gusto popular). Sería en ese momento cuando se abandonaría la búsqueda de Dios a través de una música que llega del Alma, a cambio de una composición que profundiza en las "entrañas" del hombre.

## Impacto cultural
Un hijo de Thomas Mann, el también escritor Klaus Mann, retomará la mitología faustiana en su obra Mephisto, en la que un actor vende abiertamente sus ideales a la Alemania nazi, a cambio de una posición dentro de la sociedad hitleriana.
En 1982 el director alemán Franz Seitz realizó una película basada en la novela de Thomas Mann y titulada del mismo modo.
El músico argentino Bruno Dacarai se basa en el personaje para su segundo disco.